# PGC 1474529
LEDA/PGC 1474529 ist eine Spiralgalaxie im Sternbild Schlange nördlich der Ekliptik. Sie ist schätzungsweise 476 Millionen Lichtjahre von der Milchstraße entfernt und hat einen Durchmesser von etwa 90.000 Lichtjahren. Vom Sonnensystem aus entfernt sich das Objekt mit einer errechneten Radialgeschwindigkeit von näherungsweise 10.600 Kilometern pro Sekunde.
Nach Lage der Daten bildet sie gemeinsam mit IC 1167, IC 1168, PGC 1468769, PGC 1470647, PGC 3858351, PGC 3858488 und PGC 3858573 eine gravitativ gebundene Galaxiengruppe.

## Galaktisches Umfeld
| Nr. | Galaxie          | Alternativname            | Rek           | Dek           | Distanz/asec |
| --- | ---------------- | ------------------------- | ------------- | ------------- | ------------ |
| →   | LEDA/PGC 1474529 | NSA 114892                | 16h03m57.261s | +15d04m29.86s | 0            |
| 1   | LEDA/PGC 1475817 | 2MASX J16040833+1507162   | 16h04m08.367s | +15d07m16.39s | 231.67       |
| 2   | LEDA/PGC 1472692 | NSA 114895                | 16h03m57.157s | +15d00m08.77s | 260.79       |
| 3   | LEDA/PGC 3858573 | NSA 114896                | 16h03m55.888s | +14d57m24.40s | 425.89       |
| 4   | IC 1167          | LEDA/PGC 56900            | 16h03m52.863s | +14d56m47.19s | 466.98       |
| 5   | LEDA/PGC 100393  | WISEA J160322.21+150029.4 | 16h03m22.208s | +15d00m29.46s | 561.74       |
| 6   | LEDA/PGC 1470647 | NSA 114509                | 16h03m45.056s | +14d55m33.01s | 564.93       |
| 7   | LEDA/PGC 1478759 | NSA 114920                | 16h04m16.529s | +15d13m33.46s | 611.19       |
| 8   | LEDA/PGC 56971   | NSA 114924                | 16h04m39.59s  | +15d03m57.9s  | 614.93       |
| 9   | IC 1168          | LEDA/PGC 56901            | 16h03m55.691s | +14d54m08.66s | 621.39       |
| 10  | LEDA/PGC 1476722 | 2MASX J16044089+1509062   | 16h04m40.902s | +15d09m06.41s | 689.96       |
| 11  | LEDA/PGC 1478216 | NSA 114621                | 16h03m21.837s | +15d12m24.61s | 700.90       |
| 12  | LEDA/PGC 1468769 | NSA 114885                | 16h04m05.881s | +14d51m05.12s | 814.34       |
| 13  | LEDA/PGC 1478105 | NSA 114622                | 16h03m08.911s | +15d12m15.11s | 840.56       |
| 14  | LEDA/PGC 3858488 | 2MASX J16033980+1450587   | 16h03m39.780s | +14d50m59.05s | 849.38       |
| 15  | LEDA/PGC 1470365 | NSA 114903                | 16h04m40.830s | +14d54m50.28s | 856.33       |